# حصان مشي تينيسي
حصان المشي تينيسي أو تينيسي ووكر هو سلالة من الخيول المشهورة تشتهر بمشيها الفريد من نوعه بأربع ضربات وحركة براقة. تم تطويره في الأصل في جنوب الولايات المتحدة لاستخدامه في المزارع. إنه حصان ركوب مشهور بسبب تصرفاته الهادئة ومشيته السلسة وثباته. غالبًا ما يُنظر إلى حصان المشي تينيسي في حلقة العرض، ولكنها تحظى أيضًا بشعبية باعتبارها متعة وركوب الخيل باستخدام المعدات الإنجليزية والغربية. يتم مشاهدة تينيسي ووكر أيضًا في الأفلام والبرامج التلفزيونية والعروض الأخرى.
تم تطوير السلالة بداية من أواخر القرن الثامن عشر عندما تم عبور ناراغانسيت بيسرز والكندي بيسرز من شرق الولايات المتحدة مع موستانج إسباني من تكساس. تم إضافة سلالات أخرى في وقت لاحق، وفي عام 1886 ولد مهر اسمه بلاك آلان. يعتبر الآن الوالد الأساسي للسلالة. في عام 1935، تم تشكيل جمعية مربي الخيول في ولاية تينيسي، وأغلقت كتاب الأنساب في عام 1947. في عام 1939، أقيم أول احتفال وطني لخيول المشي في ولاية تينيسي.
في أوائل القرن الحادي والعشرين، جذب هذا الحدث السنوي اهتمامًا وجدلًا كبيرًا، بسبب الجهود المبذولة لمنع إساءة استخدام الخيول التي تم ممارستها لتحسين أدائها في حلقة العرض. تسمى الفئتان الأساسيتان من مسابقة حصان المشي تينيسي «المسطحة» و «الأداء»، وتتميزان بحركة الساق المرغوبة. الخيول المسطحة، التي ترتدي حدوات عادية، تظهر حركة أقل تضخمًا. يتم تزويد خيول الأداء بوسادات مدمجة أو «مجموعات»، جنبًا إلى جنب مع أجهزة الحركة المرجحة الأخرى، مما يخلق ما يسمى بأسلوب "Big Lick".
بالإضافة إلى ذلك، فإن حصان المشي في تينيسي هو السلالة الأكثر تأثراً بقانون حماية الخيول لعام 1970. يحظر ممارسة الممارسات المؤلمة والمسيئة التي يمكن استخدامها لتعزيز حركة (Big Lick) المميزة في حلقة العرض. على الرغم من القانون، لا تزال بعض الخيول تتعرض للإساءة. أدى الجدل الدائر حول ممارسات التكاثر المستمرة إلى انقسام داخل مجتمع السلالة، واتهامات جنائية ضد عدد من الأفراد، وإنشاء عدة منظمات سلالة منفصلة.

## خصائص السلالة

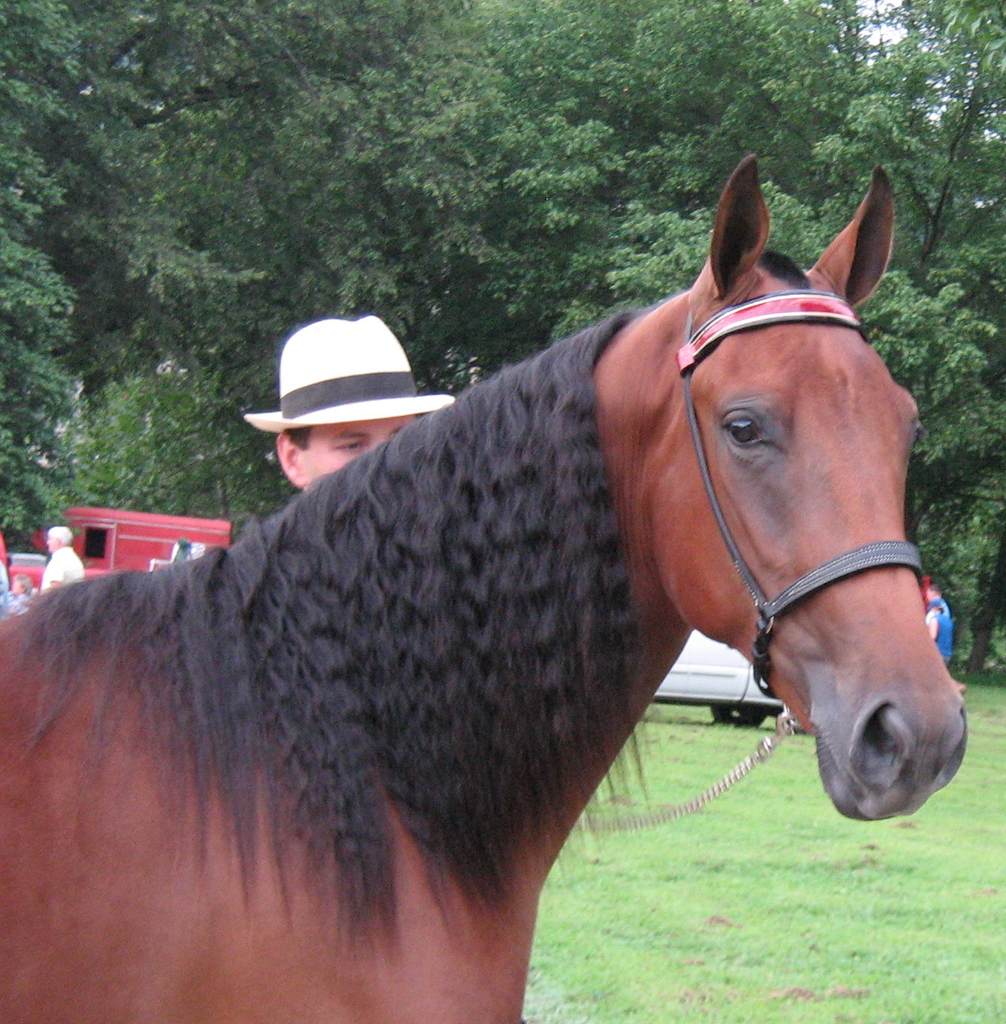
إظهار العنق الطويل النموذجي والكتف المنحدر والرأس الصحيح

يوصف حصان المشي الحديث في ولاية تينيسي بأنه «مصقول وأنيق، ولكنه قوي البناء». إنه حصان طويل ذو رقبة طويلة. الرأس واضح المعالم، مع آذان صغيرة في وضع جيد. يبلغ متوسط السلالة من 14.3 إلى 17 يد (59 إلى 68 بوصة، 150 إلى 173 سم) وارتفاع 900 إلى 1200 رطل (410 إلى 540 كجم). الأكتاف والورك طويلان ومنحدران، مع ظهر قصير وقوة اقتران. تتميز الأرجل الخلفية «بسمك وعمق معتدلين»، وذات عضلات جيدة، ومن المقبول أن تكون الأرجل الخلفية بزاوية زائدة بشكل طفيف أو متورمة بقرة أو منجل.
تم العثور عليها في جميع الألوان الصلبة، والعديد من أنماط البينتو. تم العثور على الألوان الشائعة مثل الخليج والأسود والكستناء، وكذلك الألوان التي تسببها جينات التخفيف مثل جينات الدون والشمبانيا والقشدة والفضة. تشمل أنماط البينتو أوفرو وسابينو وتوبيانو.
يتمتع حصان المشي في تينيسي بسمعة طيبة في التصرف الهادئ ومشية الركوب السلس بشكل طبيعي. بينما تشتهر الخيول بالحركة البراقة، إلا أنها تحظى بشعبية كبيرة في ركوب الدرب والمتعة وكذلك العرض.
يشتهر حصان المشي في تينيسي بمشي الجري. هذه مشية من أربع ضربات بنفس نمط القدمين مثل المشي العادي أو المسطح، ولكن بشكل أسرع. بينما يتحرك الحصان الذي يقوم بالمشي بشكل مسطح من 4 إلى 8 أميال في الساعة (6.4 إلى 12.9 كيلومترًا في الساعة)، فإن المشي الجري يسمح لنفس الحصان بالسفر بسرعة 10 إلى 20 ميلًا في الساعة (16 إلى 32 كيلومترًا في الساعة). في مسيرة الجري، تجاوزت أقدام الحصان الخلفية آثار أقدامه الأمامية بمقدار 6 إلى 18 بوصة (15 إلى 46 سم)، مع زيادة قيمة التجاوز الأطول في سلالة حصان المشي في تينيسي. أثناء أداء المشي الجري، أومأ الحصان برأسه بإيقاع مشي. إلى جانب المشي المسطح والجري، فإن المشية الرئيسية الثالثة التي يؤديها حصان المشي في تينيسي هي الخبب. يقوم بعض أعضاء السلالة بأداء اختلافات أخرى في المشية الجانبية، بما في ذلك الحامل، وسرعة المشي، وهروب الثعلب والقدم الواحدة، والتي يُسمح بها لركوب المتعة ولكن يعاقب عليها في حلقة العرض. يمكن لعدد قليل من خيول المشي في ولاية تينيسي الهرولة والخطوة الطويلة.

## تاريخ

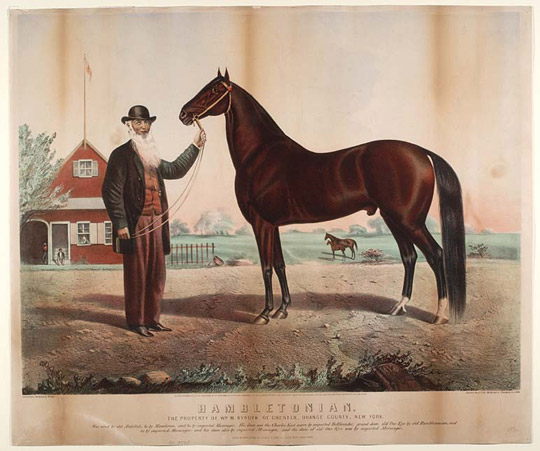
هامبلتونيان 10، الحصان غير المخصي الأساسي للعائلة التي أنتجت أسود آلان

نشأ تينيسي ووكر من صليب ناراغانسيت باسر وخيول باسر الكندية التي تم إحضارها من كنتاكي إلى تينيسي ابتداءً من عام 1790، مع موستانج إسبانية مستوردة من تكساس. ولدت هذه الخيول في مراعي الحجر الجيري في وسط تينيسي، وأصبحت تعرف باسم «تينيسي بيسرز». كانت تستخدم في الأصل كخيول لجميع الأغراض في المزارع، وكانت تستخدم لركوب الخيل والسحب والسباق. كانوا معروفين بمشياتهم السلسة وثباتهم على تضاريس تينيسي الصخرية. على مر السنين، تم أيضًا إضافة دم مورحان وستاندرد بريد وأصيل وخيل السرج الأمريكي إلى السلالة.
في عام 1886 ولد بلاك آلان (المعروف لاحقًا باسم آلان إف -1). بواسطة الحصان غير المخصي الليندورف (من عائلة هامبلتونيان من ستاندرد بريدز) ومن أصل فرس مورغان يُدعى ماجي مارشال، أصبح الأب المؤسس لسلالة تينيسي للمشي على الأقدام. فشل كحصان خبب، بسبب إصراره على السرعة، تم استخدام بلاك آلان بدلاً من ذلك للتربية. ولد مهر اسمه روان آلن من سلالته عام 1904. أصبح روان ألين قادرًا على أداء العديد من المشي لمسافات طويلة، وأصبح حصان استعراض ناجحًا، وبدوره أنجب العديد من خيول المشي الشهيرة في ولاية تينيسي.

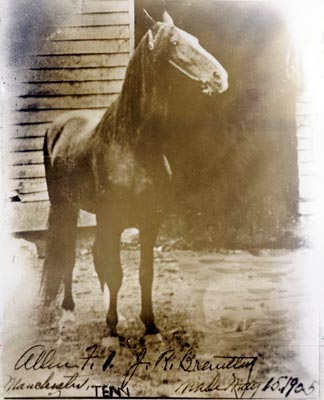
بلاك آلان عام 1905.

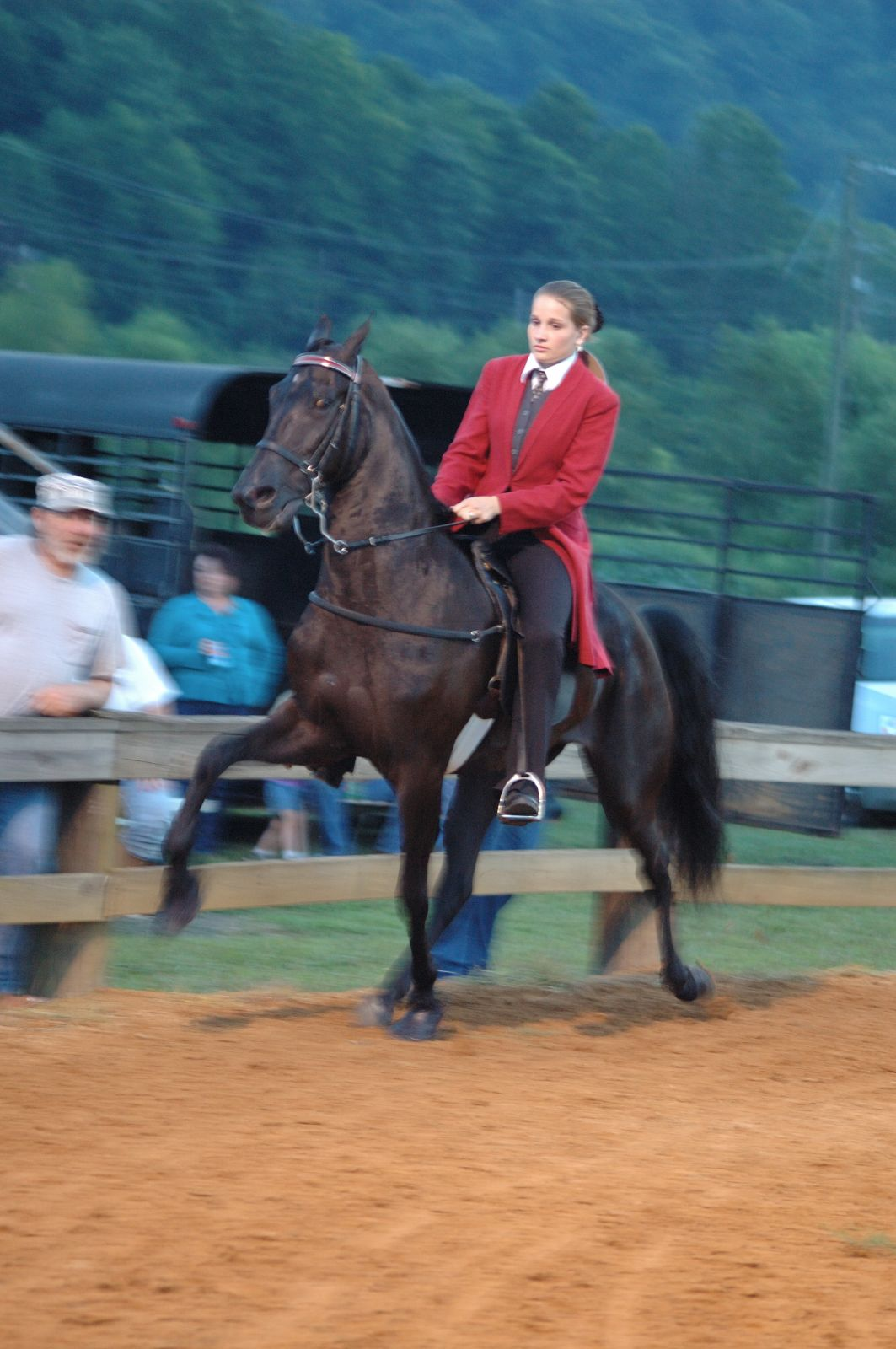
الحصان ذو الأرجل المسطحة يؤدي المشي الجري

تم تشكيل جمعية مربي الخيول في ولاية تينيسي في عام 1935. لتعكس الاهتمام بإظهار الخيول، تم تغيير الاسم في عام 1974 إلى رابطة مربي وعارضين الخيول الحالية في ولاية تينيسي. تم إغلاق كتاب الاستيلاد في عام 1947، مما يعني أنه منذ ذلك التاريخ، يجب أن يكون لدى كل ولاية تينيسي ووكر كل من سدها ومربطها المسجل حتى تكون مؤهلة للتسجيل. في عام 1950، اعترفت وزارة الزراعة الأمريكية بأن حصان المشي في تينيسي سلالة متميزة.
في عام 2000، تم تسمية حصان المشي تينيسي حصان الدولة الرسمي لولاية تينيسي الأمريكية. إنه ثالث أكثر السلالات شيوعًا في ولاية كنتاكي، بعد الأصيل وحصان الربع الأمريكي. اعتبارًا من عام 2005، تم تسجيل 450.000 حصان على مدى عمر جمعية مربي وعارضين الخيول في ولاية تينيسي، مع تسجيلات سنوية من 13000 إلى 15000 مهرًا جديدًا. في حين أن حصان المشي تينيسي هو الأكثر شيوعًا في جنوب وجنوب شرق الولايات المتحدة، فإنه موجود في جميع أنحاء البلاد.

## الاستخدامات
يشتهر تينيسي ووكر بظهوره في أحداث عروض الخيول، ولا سيما العروض في معدات ركوب الخيل الإنجليزية على غرار مقعد السرج، ولكنه أيضًا حصان ركوب ممر مشهور جدًا. يستخدم البعض لسباق تحمل الخيول. لتعزيز هذا الاستخدام، تحتفظ تينيسي المشي مربي الخيول رابطة العارضين ببرنامج جوائز بالتزامن مع مؤتمر ركوب التحمل الأمريكي.
في القرن العشرين، تم عبور حصان المشي في تينيسي مع المهور الويلزية لإنشاء المهر الأمريكي، وهو سلالة مهر مشي.
ظهرت السلالة أيضًا في التلفزيون والأفلام وغيرها من الأحداث المسرحية. لعب حصان لون رينجر «فضي» في بعض الأحيان من قبل تينيسي ووكر. تم شغل منصب ترافيلر، التميمة لجامعة طروادة في جنوب كاليفورنيا، في أوقات مختلفة بواسطة حصان مشي أصيل من ولاية تينيسي، وبواسطة صليب تينيسي ووكر / عربي.

## عروض الخيول
تسمى الفئتان الأساسيتان لمسابقة عرض حصان المشي في ولاية تينيسي «المسطحة» و«الأداء». تتنافس الخيول ذات الأرجل المنبسطة في العديد من التخصصات المختلفة في كل من الغرب والإنجليزية.:19–20 في العروض التي يتم فيها تقديم كلا القسمين، يتم الحكم على قسم «متعة المزرعة» المسطح على أساس التألق وإظهار حضور الخيول بينما لا يزال يتمتع بأدب جيد ومتوازن ويمكن التحكم فيه. «متعة المتنزه» هي الأكثر حيوية بين الأقسام المسطحة.:31 تظهر الخيول ذات الأرجل المسطحة في حدوات الخيول العادية، ولا يُسمح لها باستخدام الفوط أو أجهزة الحركة، على الرغم من أن حوافرها يتم تقليمها أحيانًا بزاوية منخفضة قليلاً مع إصبع قدم طبيعي أكثر مما يظهر في سلالات الخيول.
تظهر خيول المشي في ولاية تينيسي عادةً ببدة طويلة وذيل. يتم رؤية ذيول مصطنعة في فصول «الأداء»، وعلى الخيول كاملة النمو في فصول الرسن، وفي بعض فئات الحزام، ولكن لا يُسمح بها عمومًا في منافسة المتعة أو المنافسة.:12
تظهر خيول الأداء، التي يطلق عليها أحيانًا «المبطنة» أو «المبنية»، مشيات براقة ومتحركة، ترفع أرجلها الأمامية عالياً عن الأرض مع كل خطوة. يُطلق على هذا الإجراء المبالغ فيه أحيانًا «لعقّة كبيرة». النمط المعتاد لملابس الفارس واللباس هو مقعد السرج. يتم وضع الخيول في منصات مزدوجة وثلاثية المسامير، والتي تسمى أحيانًا «الأكوام». في أوائل القرن الحادي والعشرين، أصبح هذا الشكل من الأحذية محظورًا الآن في العروض التي تحكمها الرابطة الوطنية لخيول المشي،:3 والاتحاد الأمريكي للفروسية. يمكن رؤية ذيول مثبتة بشكل مصطنع في فصول «الأداء»، وعلى الخيول كاملة النمو في فصول الرسن، وفي بعض فصول الأحزمة، ولكن بشكل عام غير مسموح بها في منافسة المتعة أو المنافسة.:12
ترتدي الخيول في الطبقات الغربية معدات مماثلة لتلك المستخدمة من قبل السلالات الأخرى في فصول المتعة الغربية، ولا يجوز للعارضين مزج المعدات ذات الطراز الإنجليزي والغربي. يجب على الفرسان ارتداء قبعة أو خوذة في الصفوف الغربية. يتم عرض تينيسي ووكرز أيضًا في فصول القيادة الممتعة والرائعة، مع الاستمالة المشابهة لخيول السرج.:31, 36, 43 في الفصول التي يتم فيها تشغيل الخيول في معدات مقعد السرج، من المعتاد أن يظهر الحصان في قطعة رصيف واحدة مع ساق صغيرة أقل من 9.5 بوصات (24 سم)، بدلاً من اللجام المزدوج الأكثر شيوعًا في سلالات مقعد السرج الأخرى. يرتدي الراكبون ملابس تقليدية لمقعد السرج. القبعات ليست إلزامية دائمًا، ولكن استخدام خوذات الأمان مسموح به ويتراوح من تشجيع بشدة:9 إلى مطلوب في بعض فصول تقسيم المتعة.:23

### قانون حماية الخيول
يخضع عرض ومعرض وبيع خيول المشي في ولاية تينيسي وبعض سلالات الخيول الأخرى لقانون حماية الخيول لعام 1970 بسبب المخاوف بشأن ممارسة السورننج. تطور هذا خلال الخمسينيات وانتشر على نطاق واسع في الستينيات، مما أدى إلى احتجاج عام ضده. أقر الكونغرس قانون حماية الخيول في عام 1970، معلناً أن هذه الممارسة «قاسية وغير إنسانية». يحظر القانون على أي شخص دخول حصان مشدود في عرض أو بيع أو مزاد أو معرض، ويحظر على السائقين نقل الخيول المصابة إلى بيع أو عرض.
فوض الكونجرس المسؤولية القانونية عن الإنفاذ إلى إدارة المبيعات وعروض الخيول، لكنه وضع إدارة القانون مع خدمة فحص صحة الحيوان والنبات بوزارة الزراعة الأمريكية. قد تؤدي انتهاكات قانون حماية البيئة إلى توجيه تهم جنائية وغرامات وأحكام بالسجن. تصادق وزارة الزراعة الأمريكية على بعض منظمات صناعة الخيول لتدريب وترخيص الأشخاص المؤهلين المعينين لإكمال عمليات التفتيش. تقوم فرق التفتيش التابعة لهيئة خدمة فحص صحة الحيوان والنبات، والتي تشمل المفتشين والمحققين والموظفين الطبيين البيطريين، بإجراء عمليات تفتيش غير معلن عنها لبعض عروض الخيول، ولديها سلطة إلغاء ترخيص الملف الشخصي للمؤهلات الدرجة الذي لا يتبع معايير القانون.

يتم تعريف التخمير بواسطة قانون حماية الخيول لعام 1970 بأربعة معاني:
«(3) (أ) تم تطبيق عامل مزعج أو متقرح، داخليًا أو خارجيًا، بواسطة شخص على أي طرف من أطراف الحصان، (ب) تعرض أي شخص لحرق أو جرح أو تمزق من قبل شخص لأي طرف من أطراف الحصان، (ج) تم حقن أي مسمار أو برغي أو عامل كيميائي من قبل شخص في أو استخدامه من قبل شخص على أي طرف من أطراف الحصان، أو (د) أي مادة أو جهاز آخر استخدمه شخص على أي طرف من أطراف الحصان أو قام أي شخص بممارسة تتضمن حصانًا، ونتيجة لهذا التطبيق، فإن هذا الحصان يعاني، أو يمكن توقع أن يعاني منه، من ألم جسدي أو ضيق أو التهاب أو عرج عند المشي»
يتم تعريف أجهزة العمل، التي تظل قانونية ولكنها غالبًا ما تستخدم جنبًا إلى جنب مع ممارسات التلميع غير القانونية، في قانون اللوائح الفيدرالية على أنها «أي حذاء، أو طوق، أو سلسلة، أو بكرة، أو أي جهاز آخر يطوق أو يوضع على الطرف السفلي من ساق الحصان بطريقة يمكنها إما أن تدور حول الرجل، أو تنزلق لأعلى ولأسفل الساق لإحداث احتكاك، أو يمكن أن تصطدم بالحافر أو حزام التاج أو مفصل الفتل».
بين عامي 1978 و1982، أجرت جامعة أوبرن بحثًا عن تأثير تطبيقات المهيجات الكيميائية والفيزيائية على أرجل خيول المشي في تينيسي. ووجدت الدراسة أن السلاسل من أي وزن، والتي تستخدم مع التقرح الكيميائي، تسببت في حدوث أضرار وألم في الخيول. ومع ذلك، فإن السلاسل التي يبلغ وزنها 6 أونصات أو أخف وزناً، المستخدمة بمفردها، لا تسبب أي ألم أو تلف الأنسجة أو تغيرات حرارية.

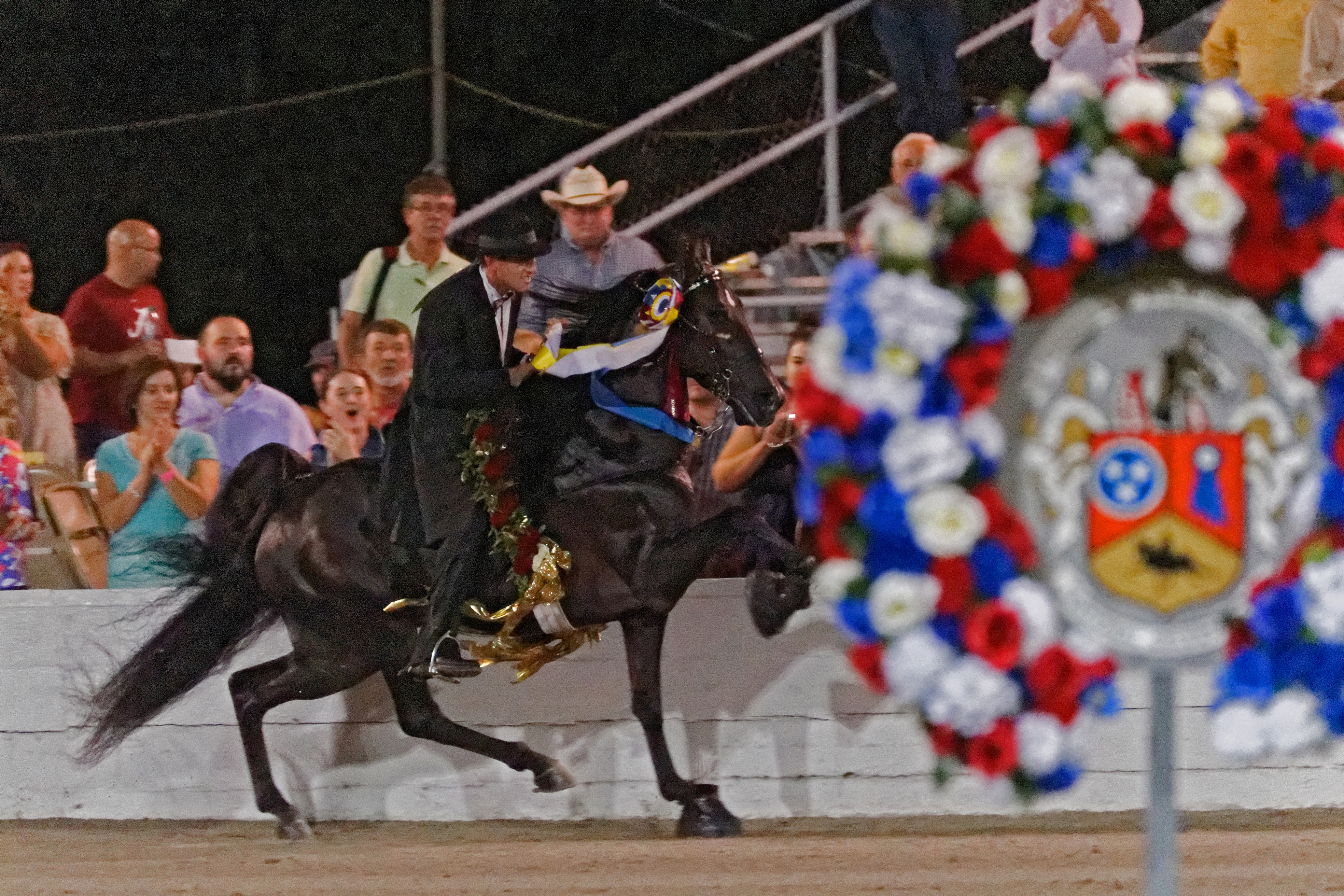
"لعق كبير" تينيسي ووكر يرتدي أجهزة الإجراءات القانونية في عام 2013. اجتاز هذا الحصان فحصًا صارمًا من وزارة الزراعة الأمريكية للسماح له بالمنافسة.

يمكن الكشف عن التقرح من خلال مراقبة الحصان للعرج وتقييم وقفته وملامسة أسفل الساقين. يخدع بعض المدربين المفتشين من خلال تدريب الخيول على عدم الاستجابة للألم الذي قد يسببه الجس، غالبًا عن طريق معاقبة الحصان بشدة على الجفل عند لمس المنطقة المؤلمة. ووجدت الدراسة أن السلاسل من أي وزن، والتي تستخدم مع التقرح الكيميائي، تسببت في حدوث أضرار وألم في الخيول. ومع ذلك، فإن السلاسل التي يبلغ وزنها 6 أونصات أو أخف وزناً، المستخدمة بمفردها، لا تسبب أي ألم أو تلف الأنسجة أو تغيرات حرارية.
بالرغم من كونه غير قانوني بموجب القانون الفيدرالي لأكثر من 40 عامًا، إلا أنه لا يزال يمارس، تم توجيه تهم جنائية ضد الأشخاص الذين ينتهكون القانون. إن تطبيق قانون حماية البيئة أمر صعب، بسبب ميزانيات التفتيش المحدودة والمشاكل المتعلقة بالتراخي في التنفيذ من قبل المفتشين الذين تم تعيينهم من قبل الشرطة. نتيجة لذلك، بينما في عام 1999 كان هناك ثماني منظمات صناعة الخيول المعتمدة، بحلول عام 2010، بقيت ثلاث منظمات فقط معتمدة على أنها منظمات صناعة الخيول، وكلها معروفة بأنها تعمل بنشاط لإنهاء الوخز.
في عام 2013، تم تقديم تشريع لتعديل وتعزيز قانون حماية الخيول في الكونغرس. صوت الرئيس واللجنة التنفيذية لجمعية مربي وعارضين الخيول في ولاية تينيسي لدعم هذا التشريع، لكن مجلس الإدارة الكامل اختار عدم القيام بذلك. تمت رعاية مشروع القانون ثنائي الحزب، HR 1518، من قبل الممثل إد ويتفيلد، والممثل ستيف كوهن، مع 216 من الرعاة المشاركين. في 13 نوفمبر 2013 عقدت جلسة استماع. من بين المؤيدين مجلس الخيول الأمريكية، والجمعية الأمريكية للطب البيطري، وأعضاء من جمعية مربي وعارضين الخيول في ولاية تينيسي، والجمعية الدولية لخيول المشي، وأصدقاء خيول الصوت. من بين المعارضين أعضاء في جمعية عرض أداء الخيل، ومفوض الزراعة بولاية تينيسي. لم يتم تمرير التشريع في الكونغرس الـ 113 وأعيد تقديمه في عام 2015 من أجل الكونغرس الـ 114. في عام 2016، اقترحت وزارة الزراعة الأمريكية قواعد جديدة مستقلة عن قانون الماضي، تحظر الأكوام والسلاسل، وتوفر عمليات تفتيش أكثر صرامة في حظائر التدريب والمزادات والعروض.

### اعرض القواعد والمؤسسات

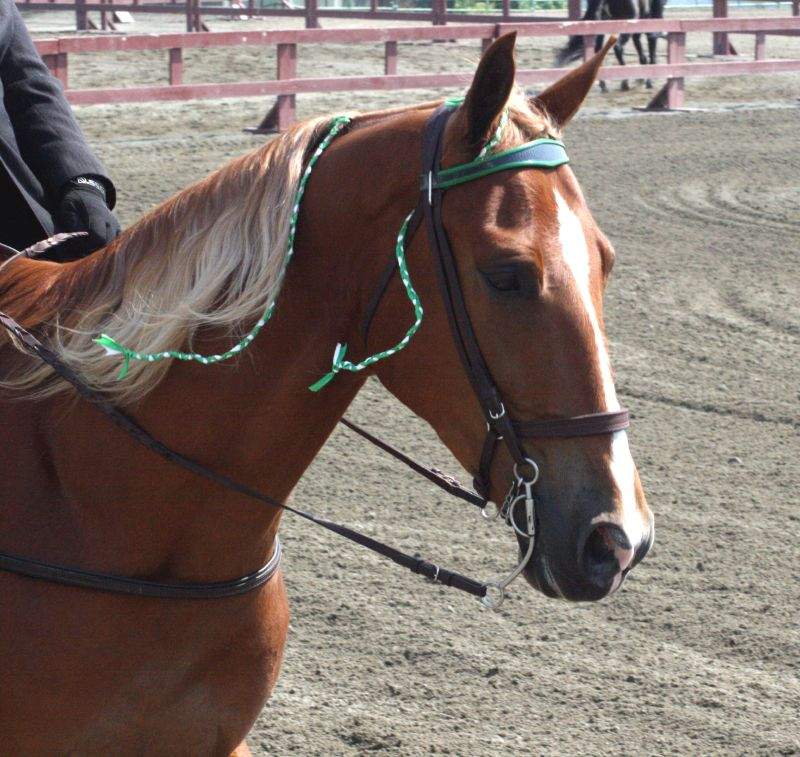
تظهر مع عرض رصيف مفرد وشرائط مضفرة مضافة إلى بدة ونصيب، نموذجي لفصول اللغة الإنجليزية

أدت الخلافات حول قواعد ارتداء الأحذية، والمخاوف بشأن التورم، وامتثال صناعة السلالات لقانون حماية الخيول إلى تطوير منظمات حاكمة متعددة. يتم الاحتفاظ بسجل السلالة من قبل جمعية مربي وعارضين الخيول في ولاية تينيسي، والتي تروج لجميع تخصصات الركوب داخل السلالة، ولكنها لا تعاقب عروض الخيول.
لا يتعرف اتحاد الولايات المتحدة للفروسية حاليًا أو يعاقب أي عروض لرياضة المشي في تينيسي. في عام 2013، حظرت استخدام أجهزة الحركة والمداخن في أي وقت وفي أي فئة.
جمعية تراث تينيسي لخيول المشي هي مجموعة مكرسة للحفاظ على سلالات تينيسي ووكر الأصلية، لاستخدامها بشكل أساسي كخيول درب ومتعة، بدلاً من العرض. الخيول المدرجة من قبل المنظمة تنحدر من سلالة الدم الأساسية المسجلة من قبل جمعية مربي وعارضين الخيول في ولاية تينيسي. قد لا تشمل النسب الخيول التي تم عرضها مع الأكوام بعد عام 1976.
تم تشكيل منظمتين للترويج لمعرض الخيول المسطحة. تروج الرابطة الوطنية لخيول المشي فقط للخيول المشيدة بشكل طبيعي في عروض الخيول المسموح بها، ولها كتاب قواعد خاص بها، وهي المنظمة الرسمية التابعة لاتحاد الولايات المتحدة للفروسية للسلالة. تقوم الرابطة الوطنية لخيول المشي بفرض عقوبات على عروض الخيول وقضاة التراخيص،:7, 23–26 وهي منظمة صناعة الخيول المعتمدة المرخصة.
كانت الرابطة الوطنية لخيول المشي في طور بناء «سجل التتبع» الخاص به لتوثيق كل من إنجازات النسب والأداء للخيول المسجلة هناك. وشمل ذلك سلالات الحصان المرقط وحصان الأرفف بالإضافة إلى تينيسي ووكر. ومع ذلك، تم رفع دعوى قضائية ضد الرابطة الوطنية لخيول المشي من قبل جمعية مربي الخيول والعارضين في ولاية تينيسي، والتي فازت في النهاية ببعض الامتيازات فيما يتعلق باستخدام شهادات التسجيل المحمية بحقوق الطبع والنشر الخاصة بجمعية مربي وعارضين الخيول في ولاية تينيسي من قبل الرابطة الوطنية لخيول المشي. في حين أن الحكم لم يمنع الرابطة الوطنية لخيول المشي من الاستمرار في خدمة التسجيل، لم يعد يتم الإعلان عن هذا على موقع الرابطة الوطنية لخيول المشي. تشجع جمعية أصدقاء الخيول السليمة أيضًا معرض الخيول ذات الأرجل المسطحة والحافية. وهي تمنح التراخيص لكل من فصول المتعة والترويض المشي، وتشجع على استخدام الخيول المشيدة في ركوب الخيل عن بعد وأنشطة رياضة الخيول، وهي منظمة صناعة الخيول المعتمدة المرخصة.
أصدرت مؤسستان قواعد لعروض الخيول التي يُسمح فيها بأجهزة الحركة: جمعية مالكي خيول المشي و"S.H.O.W." («الخيول السليمة، الحكم الصادق، عمليات التفتيش الموضوعية، الفوز بإنصاف») الذي ينظم الاحتفال الوطني لخيول المشي في تينيسي. أقيم الاحتفال في شيلبيفيل، تينيسي، كل أغسطس منذ عام 1939. تعتبر مسابقة عرض السلالة. في أوائل القرن الحادي والعشرين، اجتذب الاحتفال قدرًا كبيرًا من الاهتمام والجدل بسبب المخاوف بشأن انتهاكات قانون حماية الخيول.

## قراءات إضافية
- Bob؛ Womack (1973). The Echo of Hoofbeats: The History of the Tennessee Walking Horse. Dabora. OCLC:37529291.
- Green، Ben A. (1960). Biography of the Tennessee Walking Horse. Parthenon Press. ISBN:9780963964427. OCLC:1297065.
- Webb، Joe (1962). Care and Training of the Tennessee Walking Horse. OCLC:9290742.

## روابط خارجية
- برنامج حماية الخيول التابع لوزارة الزراعة الأمريكية
- الجمعية العالمية لخيول المشي، شركة.
- TWHAWC - جمعية تينيسي لخيول المشي في غرب كندا
- جمعية تراث الخيول المشاة في ولاية تينيسي
- فيديو يصور أقسام العرض المختلفة
- ملخص مولى